# クジャクスズメダイ
クジャクスズメダイ（学名：Pomacentrus pavo）は、スズキ目スズメダイ科に分類される魚の一種。ソラスズメダイに酷似している。

## 分布
西太平洋。日本においては伊豆半島西岸、沖縄諸島以南の琉球列島。

## 形態
全長約8cm。

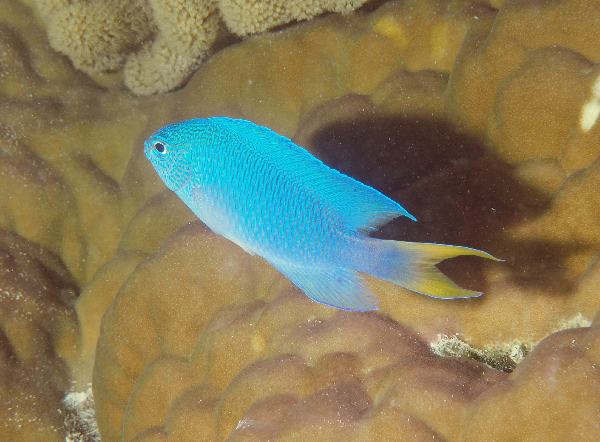
フィジーにて
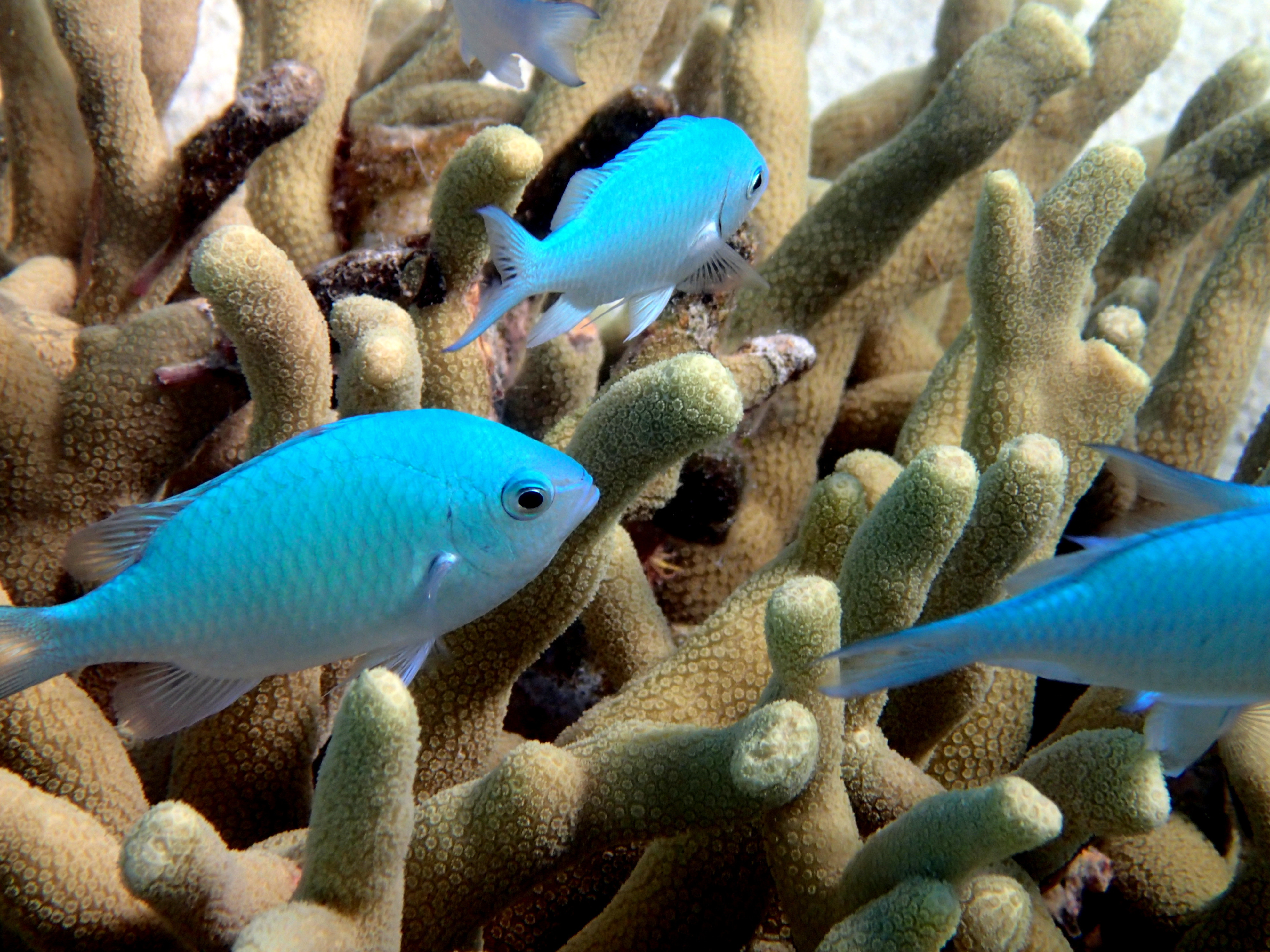
トンガにて
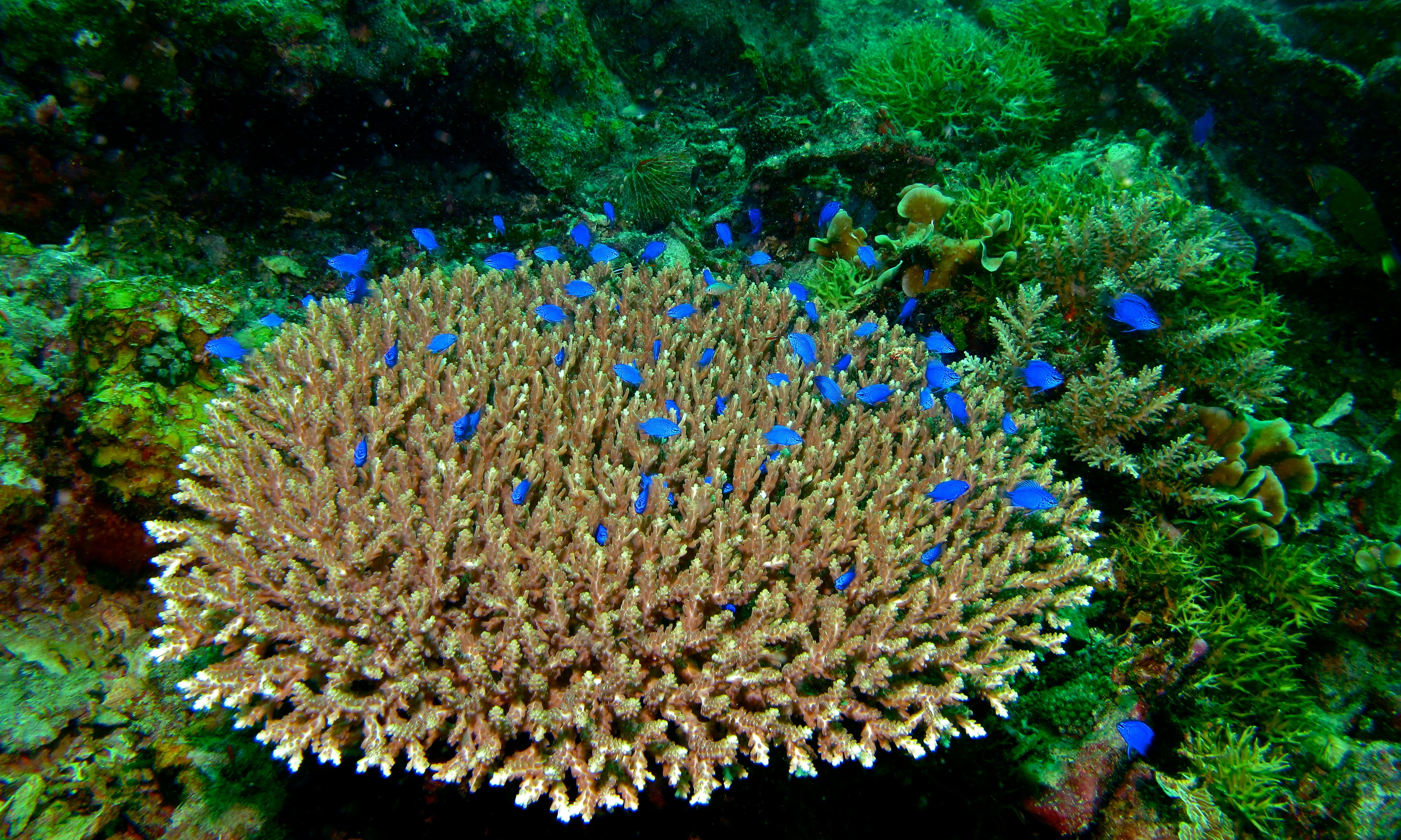
マレーシア・サバ州にて
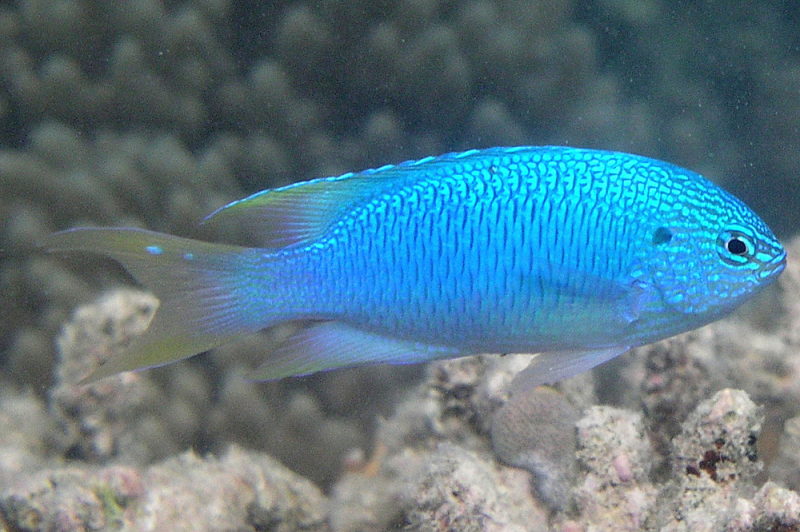
豪州・グレートバリアリーフにて